# Ecatzingo

Municipalité du Ecatzingo.

Ecatzingo (mot d'origine nahuatl) est l'une de 125 municipalités de l'État de Mexico au Mexique. Ecatzingo confine au nord à Atlautla, à l'ouest à Juchitepec, au sud à État de Morelos et à l'est à Estat de Puebla.